# Ulstrupfeld
Ulstrupfeld (dänisch: Ulstrupmark) ist ein Ort, dessen nördlicher Teil der Gemeinde Glücksburg und dessen südlicher, kleinerer Teil der Gemeinde Wees angehört.

## Lage
Beim direkt südlich gelegenen Ort Ulstrup beginnt die „Straße Ulstrupfeld“, die nach sechshundert Metern zum eigentlich Ort Ulstrupfeld führt. Die beim Ortseingang gelegenen Häuser Ulstrupfeld 1–11 gehören noch zu Wees. Dahinter schließt sich der wesentlich großflächigere Glücksburger Ortsteil Ulstrupfeld an. Im Osten wird der Ortsteil durch den Rüder See und im Westen durch den Tremmeruper Wald begrenzt. Im Norden begrenzt die von Flensburg-Mürwik kommende  Uferstraße den Ortsteil.

## Geschichte
Die Benennung beruht auf dem benachbarten Ort Ulstrup. Offensichtlich handelte es sich bei Ulstrupfeld ursprünglich um einen Feldbereich des besagten Dorfes. Zu Zeiten des Rudeklosters befand sich bei Ulstrupfeld, auf Glücksburger Gebiet, möglicherweise schon die Heckkate „Stagesheck“ oder auch „Stakettkoppelheck“.  Wobei die unweit gelegene Heckkate  Geschlossenheck zumindest erst im 16. Jahrhundert entstanden sein soll. Im 17. Jahrhundert bestand die Siedlung Ulstrupfeld bereits aus zwei Ulstruper Katen und der besagten Glücksburger Heckkate. 1780 bestand Ulstrupfeld weiterhin aus diesen drei Katen. 1961 lebten in Ulstrupfeld bereits mehr als zweihundert Menschen. Seitdem wurde Ulstrupfeld stetig weiter ausgebaut. Ulstrupfeld ist heutzutage mittels der Glücksburger Buslinie (Linie 21) erreichbar.